# Coleophora therinella
Coleophora therinella — вид лускокрилих комах родини чохликових молей (Coleophoridae).

## Поширення
Вид поширений на значній території Європи, Північної і Центральної Азії та схід до Японії включно. Присутній у фауні України. Трапляється в степових та антропогенних біотопах.

## Опис
Розмах крил 13-16 мм. Голова світло-жовта, вусики білі, тіло темно-коричневе. Передні крила вохряні, задні сірі, без візерунків.

## Спосіб життя
Імаго літають з червня по серпень. Личинки живуть у чохликах. Живляться насінням дев'ятисила, будяка та осота.